# Смоленская хоральная синагога
Смоленская хоральная синагога — бывшая синагога в Смоленске в России. В настоящее время в здании размещается Смоленский колледж телекоммуникаций (Коммунистическая улица, 21).

## История
Первые евреи в Смоленске появились в 15 веке, когда князь Литвы Витовт завоевал Смоленск в 1404 году и предоставил ему Магдебургское право и другие привилегии. 1728 еврейских предпринимателей получили право приехать в Смоленск для торговли.
4600 евреев — 10 % от общей численности населения, были упомянуты в Смоленске в 19 веке. В 18-19 веках число евреев города постепенно увеличивалось и в 1896 году достигло 4651 человек (около десяти процентов от всего населения). Евреи торговали древесиной, льном, зерном и были заняты финансовой деятельностью. В начале 20 века в Смоленске было две синагоги и еврейская начальная школа, созданная на основе Талмуда. Общество помощи бедным евреям было основано в 1898 году.
В 1910 году на евреев Смоленска был возведен кровавый навет.
В 1914 г. на собранные евреями города деньги в центре Смоленска (Кадетская ул.) была построена Хоральная синагога, в мавританском стиле. Проектировал здание городской архитектор Николай Васильевич Запутряев, ездивший в Палестину для ознакомления с местными строительными стилями. Наряду с подражанием мавританскому зодчеству облик этой культовой постройки отражал крепостной характер синагог Польши, Галиции, Волыни.
Во время Первой мировой войны в Смоленск приехало большое количество евреев, которые бежали или были перемещены из ближних стран, в частности из Латвии. После установления в Смоленске советской власти (ноябрь 1917 г.) началась постепенная ликвидация еврейских учреждений. В 1922 году Хоральная Синагога была конфискована советской властью.
В последующие года еврейское население города продолжает расти и к 1926 году достигло 12 887 человек (16,2 % от всего населения).
В 1929 году в Смоленск из города Гомель было переведено еврейское педагогическое училище, работающее под эгидой Евсекции. 13000 евреев — 8 % от общей численности населения жили в Смоленске до начала войны.
В дни боев за Смоленск многие евреи погибли, часть бежала из города. После окончательной оккупации гитлеровцами Смоленска было создано гетто в пригороде — поселке Садки, куда переместили около двух тысяч евреев, оставшихся в городе и его окрестностях. К декабрю 1941 года все они были уничтожены.
По данным переписи населения, в 1959 году в Смоленске жили 3929 евреев, в 1970 — 3662, в 1979 — 3223, в 1989—2645. Синагоги в городе в послевоенный период не было. Количество еврейского населения Смоленской области в 1959 году составила 5991 человек, в 1970 году — 5316 человек, в 1979 году — 4451 человек, в 1989 году — 3536 человек.
Сегодня бывшая хоральная синагога используется как профессионально-технический колледж.